# Beep kód
Beep kód je označení pro zvukové výstražné znamení vykonávané reproduktorem, oznamující určitou zprávu Power On Self Testu na počítači. Zvukového znamení se používá kvůli signalizaci chybového stavu během inicializace zařízení ještě před tím, než se stačí najít a spustit grafický adaptér nebo když zobrazovací zařízení chybí.
Nebyl vytvořen žádný uznávaný standard typu a významu zvukových signálů, liší se modelem a výrobcem základní desky, do kterých jsou montovány čipy s rozdílnými BIOSy. Naštěstí jsou nejrozšířenější pouze 3 výrobci a to AMI, AWARD a Phoenix (v září 1998 koupil AWARD). Jediný společný signál, který je spolehlivě uznáván, je finální krátké pípnutí signalizující úspěšné provedení všech testů. Ostatní signály jsou představeny na následujících tabulkách. Jedná se o obecný přehled, nepatrné rozdíly jsou i mezi jednotlivými verzemi BIOSů stejného výrobce.
AWARD neměl ani vnitřně žádné "stanovy" pro jednotnost beep kódů, proto níže uvedená tabulka je skutečně jen orientační. Každý výrobce základní desky si je totiž přizpůsobil k obrazu svému, většinou se však uznávají následující dva kódy:
- jedno dlouhé a dvě krátká pípnutí - Chyba videopaměti
- dvě krátká pípnutí - Chyba v RAM

| Počet pípnutí                         | Význam                               |
| ------------------------------------- | ------------------------------------ |
| 1 krátké pípnutí                      | POST testy proběhly úspěšně.         |
| 2 krátká pípnutí                      | Problém s CMOS pamětí.               |
| 1 dlouhé pípnutí / 1 krátké pípnutí   | Problém s deskou nebo RAM.           |
| 1 dlouhé pípnutí / 2 krátká pípnutí   | Problém s grafickou kartou.          |
| 1 dlouhé pípnutí / 3 krátké pípnutí   | Problém s klávesnicí.                |
| 1 dlouhé pípnutí / 9 krátkých pípnutí | Celkové selhání BIOSu.               |
| 3 pípnutí                             | Selhala kontrola spodních 64 kB RAM. |
| 4 pípnutí                             | Chyba refresh paměti.                |
| 5 pípnutí                             | Chyba procesoru.                     |
| 6 pípnutí                             | Problém s klávesnicí.                |
| 8 pípnutí                             | Problem s grafickou kartou.          |
| Dlouhé neustálé pípání                | Chyba paměti RAM.                    |
| Krátké nepřetržité pípání             | Chyba napájení.                      |

| Počet pípnutí | Význam                               |
| ------------- | ------------------------------------ |
| 1             | Selhání refresh paměti               |
| 2             | Chyba Parity paměti                  |
| 3             | Selhání spodních 64K RAM             |
| 4             | Časovač systém není v provozu        |
| 5             | Chyba procesoru                      |
| 6             | Selhání brány A20 (chyba klávesnice) |
| 7             | Chyba přerušení procesoru.           |
| 8             | Chyba čtení / zápisu videopaměti     |
| 9             | Chyba kontrolního součtu BIOS ROM    |
| 10            | CMOS vypnuta, chyba čtení / zápisu   |
| 11            | Problém s vyrovnávací pamětí.        |

| Počet pípnutí | Význam                       |
| ------------- | ---------------------------- |
| 1-3-1-1       | Chyba refresh DRAM.          |
| 1-2-2-3       | Chyba kontrolního součtu ROM |
| 1-3-1-3       | Chyba řadiče klávesnice      |
| 1-3-4-1       | Chyba paměti RAM             |
| 1-3-4-3       | Chyba paměti RAM             |
| 1-4-1-1       | Chyba paměti RAM             |
| 2-2-3-1       | Neočekávané přerušení        |